# IC 2978
IC 2978 ist eine Balken-Spiralgalaxie vom Hubble-Typ SBcd im Sternbild Großer Bär am Nordsternhimmel. Sie ist schätzungsweise 144 Millionen Lichtjahre von der Milchstraße entfernt und hat einen Durchmesser von etwa 45.000 Lichtjahren. Gemeinsam mit NGC 3966 bildet sie ein gravitativ gebundenes Galaxienpaar und gilt als Mitglied der NGC 3995-Gruppe (LGG 259).

Im selben Himmelsareal befinden sich u. a. die Galaxien NGC 3991, NGC 3994, IC 2979, IC 2981.
Das Objekt wurde am 12. Juni 1896 von Stéphane Javelle entdeckt.